# Campeonato Baiano de Futebol Sub-20 de 2018
O Campeonato Baiano Sub-20 de 2018 foi a trigésima nona edição desta competição futebolística de categoria de base organizada pela Federação Bahiana de Futebol (FBF). O torneio foi disputado por dezesseis agremiações entre os dias 10 de março e 22 de maio.
Na primeira fase do torneio, os oitos melhores colocados geral se classificaram: Atlântico, Bahia, Bahia de Feira, Jacuipense, Jequié, Juazeirense, Vitória e Vitória da Conquista. Bahia e Vitória prosseguiram e protagonizaram a decisão. Os clubes empataram as duas partidas e, consequentemente, o título foi conquistado nas penalidades, nas quais o Bahia saiu vitorioso.

## Participantes e regulamento
O regulamento do Campeonato Baiano Sub-20 de 2018 se manteve semelhante ao do ano anterior, com exceção ao número de participantes. Na primeira fase, as treze agremiações foram divididas em quatro grupos, pelos quais enfrentaram os adversários do próprio chaveamento em turno e returno. No término das seis rodadas, os oitos melhores colocados na classificação geral prosseguiram para as quartas de final. Após esta fase, o sistema do torneio mudou para eliminatório, no qual os clubes disputaram duas partidas nas fases quartas de final, semifinal e final. As treze agremiações que integraram o torneio foram: Atlântico, Atlético de Alagoinhas, Bahia, Bahia de Feira, Fluminense de Feira, Galícia, Jacobina, Jacuipense, Jequié, Juazeirense, Poções, Vitória e Vitória da Conquista.

## Resultados

### Primeira fase

#### Classificação geral
- Jacuipense e Vitória empataram no número de pontos. O posicionamento final foi determinado pelos critérios de desempate, o saldo de gols.
- Jequié e Vitória da Conquista empataram no número de pontos. O posicionamento final foi determinado pelos critérios de desempate, os gols marcados.
- Fluminense de Feira e Jacobina empataram no número de pontos. O posicionamento final foi determinado pelos critérios de desempate, o saldo de gols.
- Fonte: Federação Bahiana de Futebol

### Fase final
|  | Quartas de final        | Quartas de final        | Quartas de final        | Quartas de final        |       |                      | Semifinais     | Semifinais     | Semifinais     | Semifinais     |  |         | Final           | Final           | Final           | Final           |  |  |
|  | 28 de abril a 5 de maio | 28 de abril a 5 de maio | 28 de abril a 5 de maio | 28 de abril a 5 de maio |       |                      | 9 e 12 de maio | 9 e 12 de maio | 9 e 12 de maio | 9 e 12 de maio |  |         | 16 e 22 de maio | 16 e 22 de maio | 16 e 22 de maio | 16 e 22 de maio |  |  |
|  |                         |                         |                         |                         |       |                      |                |                |                |                |  |         |                 |                 |                 |                 |  |  |
|  | Atlântico               | 1                       | 1                       | 2                       |       |                      |                |                |                |                |  |         |                 |                 |                 |                 |  |  |
|  | Juazeirense             | 0                       | 1                       | 1                       |       |                      |                |                |                |                |  |         |                 |                 |                 |                 |  |  |
|  | Juazeirense             | 0                       | 1                       | 1                       |       | Atlântico            | 0              | 1              | 1              |                |  |         |                 |                 |                 |                 |  |  |
|  |                         |                         |                         |                         |       | Atlântico            | 0              | 1              | 1              |                |  |         |                 |                 |                 |                 |  |  |
|  |                         | Vitória                 | 0                       | 3                       | 3     |                      |                |                |                |                |  |         |                 |                 |                 |                 |  |  |
|  | Jequié                  | Vitória                 | 0                       | 3                       | 3     | 1                    | 0              | 1              |                |                |  |         |                 |                 |                 |                 |  |  |
|  | Jequié                  |                         |                         |                         |       | 1                    | 0              | 1              |                |                |  |         |                 |                 |                 |                 |  |  |
|  | Vitória                 | 2                       | 6                       | 8                       |       |                      |                |                |                |                |  |         |                 |                 |                 |                 |  |  |
|  | Vitória                 | 2                       | 6                       | 8                       |       |                      |                |                |                |                |  | Vitória | 0               | 2               | 2 (2)           |                 |  |  |
|  |                         |                         |                         |                         |       |                      |                |                |                |                |  | Vitória | 0               | 2               | 2 (2)           |                 |  |  |
|  |                         | Bahia (p.)              | 0                       | 2                       | 2 (4) |                      |                |                |                |                |  |         |                 |                 |                 |                 |  |  |
|  | Vitória da Conquista    | Bahia (p.)              | 0                       | 2                       | 2 (4) | 1                    | 1              | 2              |                |                |  |         |                 |                 |                 |                 |  |  |
|  | Vitória da Conquista    |                         |                         |                         |       | 1                    | 1              | 2              |                |                |  |         |                 |                 |                 |                 |  |  |
|  | Jacuipense              | 1                       | 0                       | 1                       |       |                      |                |                |                |                |  |         |                 |                 |                 |                 |  |  |
|  | Jacuipense              | 1                       | 0                       | 1                       |       | Vitória da Conquista | 3              | 0              | 3              |                |  |         |                 |                 |                 |                 |  |  |
|  |                         |                         |                         |                         |       | Vitória da Conquista | 3              | 0              | 3              |                |  |         |                 |                 |                 |                 |  |  |
|  |                         | Bahia                   | 3                       | 6                       | 9     |                      |                |                |                |                |  |         |                 |                 |                 |                 |  |  |
|  | Bahia de Feira          | Bahia                   | 3                       | 6                       | 9     | 0                    | 2              | 2              |                |                |  |         |                 |                 |                 |                 |  |  |
|  | Bahia de Feira          |                         |                         |                         |       | 0                    | 2              | 2              |                |                |  |         |                 |                 |                 |                 |  |  |
|  | Bahia                   | 4                       | 7                       | 11                      |       |                      |                |                |                |                |  |         |                 |                 |                 |                 |  |  |

- Em itálico, os clubes que possuem o mando de jogo no confronto. Em negrito, os vencedores.
- Este chaveamento foi adaptado para uma melhor visualização.
- Fonte: Federação Bahiana de Futebol